# The International 2011
The International 2011 (TI1) — перший в історії турнір з гри Dota 2, організований компанією Valve. 
Місце проведення — GamesCom Arena, Кельн, Німеччина, 17—23 серпня. Турнір став презентацією гри і щорічною подією кіберсцени. Турнір транслювався за допомогою сервісу Twitch.tv чотирма мовами: китайською, німецькою, англійською та російською.

### Результати
| Місце | Команда        | Призові    |
| ----- | -------------- | ---------- |
| 1     | Natus Vincere  | $1 000 000 |
| 2     | EHOME          | $250 000   |
| 3     | Scythe.SG      | $150 000   |
| 4     | MYM            | $80 000    |
| 5—6   | M5             | $35 000    |
| 5—6   | iG             | $35 000    |
| 7—8   | OK.Nirvana.int | $25 000    |
| 7—8   | MiTH-Trust     | $25 000    |